# Sool (Glarus)
Sool és un municipi del cantó de Glarus (Suïssa).

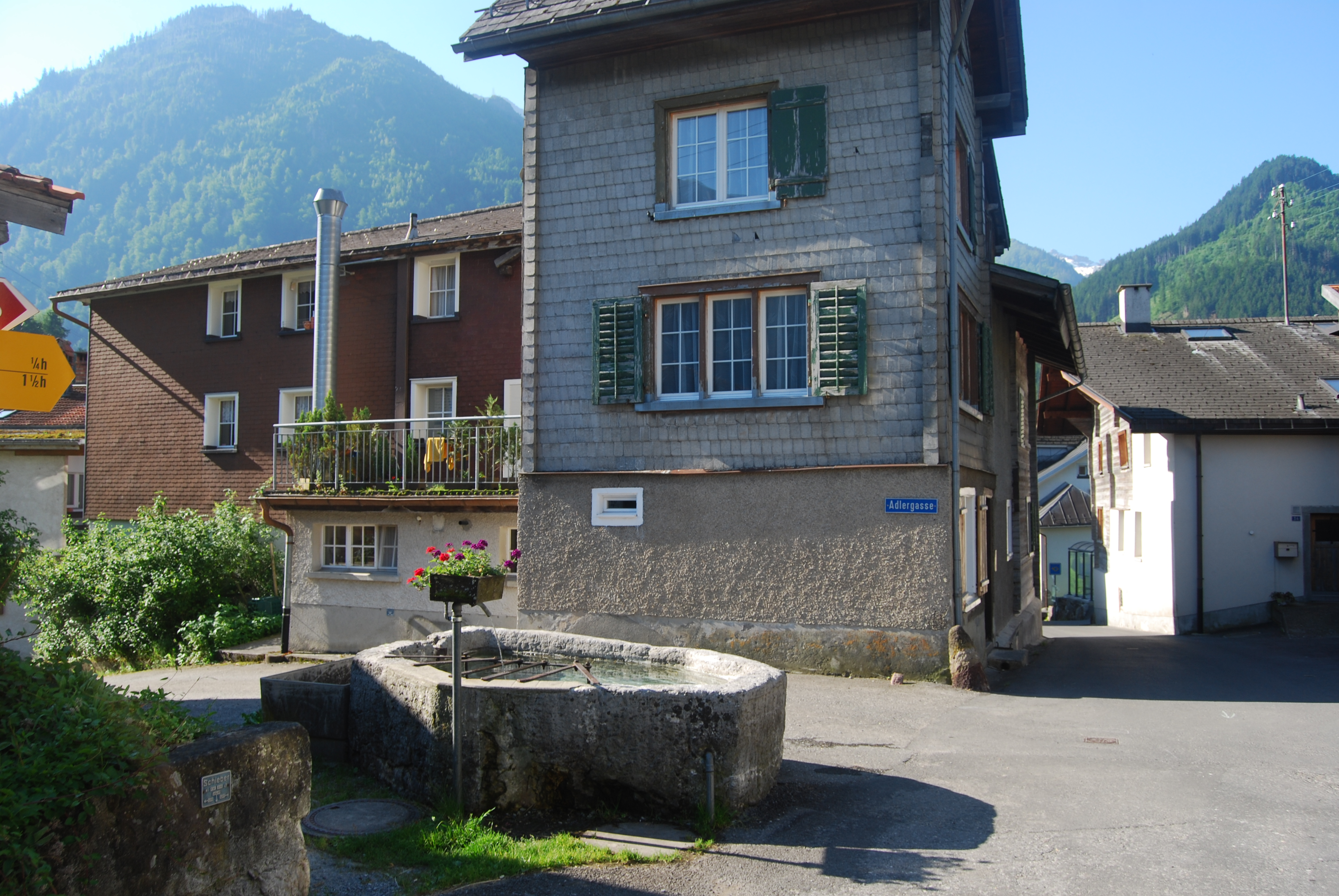
Sool